# M1式240毫米榴弹炮
M1式240毫米榴彈砲（英語：240 mm howitzer M1），暱稱“黑龍”（英語：Black Dragon），是一種曾在美國陸軍服役的榴彈砲。M1式240毫米榴彈砲是設計用來取代於美軍在第一次世界大戰期間服役且已過時的M1918式240公厘榴彈炮，M1918式於1911年由法國設計。美軍自1934年起開發新型240公厘榴彈炮，原型在1940年4月完成，美國原計劃於1941年起淘汰M1918，但實際上火炮制式化量產要到1943年5月才頒布。240毫米榴彈砲是美國於第二次世界大戰期間所使用過最具威力的火炮，可將360磅（160公斤）的高爆彈發射至25,225碼（23公里）之外。除了將戰艦艦炮改裝成的列車炮與岸防炮外，這是美國陸軍在第二次世界大戰期間所擁有的射程最遠的火炮，這種火炮是野戰砲兵用來摧毀像是齊格菲防線等加強防禦的據點。它被設計成可與長射程的M1 8吋砲共用運輸工具與炮架。
目前，240毫米榴彈砲仍在中華民國陸軍中服役，惟其已轉為後備使用，主要部署於馬祖前線的加強碉堡內，可在戰時於碉堡內射擊，保護砲兵以及火炮的安全。

## 服役
M1式240毫米榴彈砲非常適合用來摧毀加固的目標，像是重型水泥防禦工事；但是分離運輸狀態的240榴彈炮要完成組裝標準需要8小時，這也限制了本型武器在運作上的靈活度。第二次世界大戰歐洲戰場首度運用它的場合是1944年1月美國第5軍團登陸義大利安濟奧灘頭後，在1944年4月起以8吋加農炮執行反炮擊任務，雖然8吋加農炮精度不夠好，但是可以對付小至德軍坦克大至德軍據點，大致來說相當優秀。而240榴彈砲在義大利戰場也顯示其擁有相當高的價值，因為它可用來在長距離外摧毀重要的橋樑。陸軍軍械軍官於義大利攻防戰中記載著240毫米榴彈砲有著「破壞性的威力以及不可置信的精確度」。在卡西諾戰役期間，M1被用來摧毀早已被空襲破壞的修道院，也有能力反制德軍的K5列車炮。在義大利戰區，也有少量的240毫米榴彈砲被服役於英國陸軍第8軍團。
儘管最初M1笨重而龐大的身軀使其移動能力受到質疑，但由於優異的火力支援能力，1944年時第五軍團指揮官稱240毫米榴彈砲為「最令人滿意的武器」。後來，240毫米榴彈炮隨於諾曼第登陸的盟軍部隊繼續參與西線戰事，並以優秀的火力消滅強化工事目標。
240毫米榴彈砲也被用於太平洋戰爭，尤其是馬尼拉戰役，但不像歐洲戰場，太平洋戰地僅有少數目標需要如此重型的火力才能被摧毀。第二次世界大戰後，240毫米榴彈砲繼續在美國陸軍中服役，稍後並參與了韓戰。它一直服役於美軍，直到1950年代庫存彈藥耗盡為止。
在韓戰期間，12門240毫米榴彈炮向前線射擊庫存備用彈，用以摧毀由中共人民志願軍建立，且無法以小口徑火炮摧毀的深度掩體及防禦工事。1953年5月1日，第213及第159野戰炮兵展開行動，第一輪射擊由第213野戰炮兵執行，由野戰炮兵空中觀察員指引，對代號為“甜甜圈”的山頭目標進行射擊。第一輪射擊原本只是觀測射擊，但卻直接命中了位在"甜甜圈"的彈藥庫並導致了連鎖反應，把山頂的一部分給炸掉。
在1950年代晚期，大約三十門M1被轉贈予中華民國，並且佈署在金門及馬祖列島上。而在1960年619砲戰時更是使用M1式240榴炮炮擊廈門解放軍，619砲戰中M1式240榴炮總共擊毀共軍27個砲陣地、5個彈藥庫、3個軍事基地被夷為平地。
時至今日在中華民國的妥善使用以及細心保養下，這些M1得以活至今日，並且置於軌道上，使其可以輕易地被佈署在野外並在演習時對目標射擊，當射擊完畢後可拖曳至可承受500磅砲彈直接命中的加強掩體內，而戰時更是直接在加強掩體碉堡裡射擊，能夠保護砲兵以及火炮的安全。

## 自走砲
M1的自走炮版本將主炮安裝於放大版的T26E3重型坦克上，每側車架均裝有額外的轉向輪，稱之為T92自走砲。但是T92建造完成時戰爭早已結束，因此稍後被廢棄。

## 性能諸元
倍徑比:34倍
口徑:240MM
膛線:64條等齊右旋
射角:15至65度(266.5至1157密位)
方向轉動界:共45度(左右各400密位)
射程:23100公尺
射速:最大:1發/分，持續:1發/2分
操作人員:25人
放列時間:30-360分鐘
砲身程式:M2A1
最大初速:700公尺/秒
膛線長:654.523公分
砲管壽命:2400發
砲身諸元:長:31呎9吋 寬:118吋 高:128.25吋
火砲重量:21645.8公斤
砲身重量:7593公斤
離地高度:0.356公尺

## 參照
- Hogg, Ian V. . Greenhill Books. 1998. ISBN 1-85367-478-8.
- Hogg, Ian V. The Guns, 1939–45 (1970). New York: Ballantine Books. ISBN 0-01-906710-0
- Zaloga, Steven J., Brian Delf – US Field Artillery of World War II (2007) Osprey Publishing (New Vanguard 131), ISBN 978-1-84603-061-1.
- Schreier Jr., Konrad F. – Standard guide to U.S. World War II Tanks & Artillery (1994) Krause Publications, ISBN 0-87341-297-4.
- List of U.S. Army weapons by supply catalog designation SNL D-31

## 外部連結
- "240 mm Howitzer", Tony Sobiesky, Retrieved on 2007-05-25.
- "M1 240 mm Howitzer" （页面存档备份，存于）, Globalsecurity.org, Retrieved on 2007-05-25.
- British Artillery in World War II （页面存档备份，存于）
- Biggest Guns On Wheels （页面存档备份，存于） July 1945 Popular Science article – very detailed
- United States. War Dept.. Service of the piece, 8-inch gun M1 and 240-MM howitzer M1 （页面存档备份，存于）.. Washington, D.C.. UNT Digital Library. Retrieved on 2012-08-17.